# Liste des fourmis d'Algérie
Cet article recense les fourmis d'Algérie,,,,,,,.

## Classement alphabétique

### A
- Aenictus abeillei
- Aenictus hamifer
- Aenictus leliepvrei
- Aenictus vaucheri
- Aphaenogaster crocea
- Aphaenogaster depilis
- Aphaenogaster fallax
- Aphaenogaster faureli
- Aphaenogaster gemella
- Aphaenogaster gibbosa
- Aphaenogaster isekram
- Aphaenogaster leveillei
- Aphaenogaster mauritanica
- Aphaenogaster pallida
- Aphaenogaster praedo
- Aphaenogaster rupestris
- Aphaenogaster saharensis
- Aphaenogaster sardoa
- Aphaenogaster splendida
- Aphaenogaster strioloides
- Aphaenogaster subterranea
- Aphaenogaster testaceopilosa

### B
- Bajcaridris kraussii
- Bajcaridris menozzii
- Bothriomyrmex atlantis
- Bothriomyrmex crosi
- Bothriomyrmex cuculus
- Bothriomyrmex decapitans
- Bothriomyrmex meridionalis
- Bothriomyrmex pubens
- Bothriomyrmex regicidus
- Bothriomyrmex salsurae

### C
- Camponotus alii
- Camponotus atlantis
- Camponotus barbaricus
- Camponotus compressus
- Camponotus erigens
- Camponotus foleyi
- Camponotus foreli
- Camponotus gestroi
- Camponotus lateralis
- Camponotus laurenti
- Camponotus maculatus
- Camponotus micans
- Camponotus mozabensis
- Camponotus oasium
- Camponotus piceus
- Camponotus planitae
- Camponotus pupillus
- Camponotus ruber
- Camponotus sericeus
- Camponotus seurati
- Camponotus sicheli
- Camponotus spissinodis
- Camponotus tahatensis
- Camponotus thoracicus
- Camponotus vagus
- Cardiocondyla batesii
- Cardiocondyla emeryi
- Cardiocondyla jacquemini
- Cardiocondyla mauritanica
- Cardiocondyla nigra
- Cataglyphis albicans
- Cataglyphis arenaria
- Cataglyphis bicolor
- Cataglyphis bombycina
- Cataglyphis diehlii
- Cataglyphis emmae
- Cataglyphis fortis
- Cataglyphis laevior
- Cataglyphis rubra
- Cataglyphis saharae
- Cataglyphis semitonsa
- Colobopsis truncata
- Crematogaster algirica
- Crematogaster antaris
- Crematogaster auberti
- Crematogaster laestrygon
- Crematogaster oasium
- Crematogaster scutellaris

### D
- Dorylus fulvus

### H
- Hypoponera eduardi
- Hypoponera ragusai

### L
- Lasius myops
- Lasius tebessae
- Lepisiota ajjer
- Lepisiota frauenfeldi
- Leptanilla theryi

### M
- Messor aegyptiacus
- Messor antennatus
- Messor arenarius
- Messor barbarus
- Messor berbericus
- Messor bernardi
- Messor caviceps
- Messor foreli
- Messor hoggarensis
- Messor lobicornis
- Messor medioruber
- Messor picturatus
- Messor rufotestaceus
- Messor semoni
- Messor striativentris
- Monomorium algiricum
- Monomorium andrei
- Monomorium areniphilum
- Monomorium dilatatum
- Monomorium niloticum
- Monomorium noualhieri
- Monomorium salomonis
- Myrmecina atlantis
- Myrmica cagnianti
- Myrmica kabylica
- Myrmica rhynchophora

### O
- Oxyopomyrmex emeryi
- Oxyopomyrmex nitidior
- Oxyopomyrmex saulcyi

### P
- Pheidole pallidula
- Plagiolepis hoggarensis
- Plagiolepis pallescens
- Plagiolepis schmitzii
- Proceratium algiricum
- Proceratium numidicum

### S
- Solenopsis kabylica
- Solenopsis latro
- Solenopsis lou
- Solenopsis mozabensis
- Solenopsis oraniensis
- Solenopsis orbula
- Solenopsis targuia
- Stenamma africanum
- Stenamma msilanum
- Strongylognathus afer

### T
- Tapinolepis simulans
- Tapinoma nigerrimum
- Temnothorax africana
- Temnothorax algerianus
- Temnothorax algiricus
- Temnothorax atlantis
- Temnothorax auresianus
- Temnothorax barryi
- Temnothorax brunneus
- Temnothorax bugnioni
- Temnothorax convexus
- Temnothorax delaparti
- Temnothorax exilis
- Temnothorax laciniatus
- Temnothorax lereddei
- Temnothorax monjauzei
- Temnothorax nigritus
- Temnothorax nitidiceps
- Temnothorax obscurior
- Temnothorax oraniensis
- Temnothorax peyerimhoffi
- Temnothorax rottenbergii
- Temnothorax santschii
- Temnothorax spinosus
- Temnothorax suberis
- Temnothorax tebessae
- Temnothorax tyndalei
- Tetramorium alternans
- Tetramorium biskrense
- Tetramorium fezzanense
- Tetramorium forte
- Tetramorium juba
- Tetramorium semilaeve
- Tetramorium sericeiventre
- Tetraponera ambigua
- Trichomyrmex chobauti
- Trichomyrmex lameerei
- Trichomyrmex santschii